# 10437 ван дер Круйт
10437 ван дер Круйт (10437 van der Kruit) — астероїд головного поясу, відкритий 24 вересня 1960 року.
Тіссеранів параметр щодо Юпітера — 3,510.